# Haplolepis
Haplolepis — рід грибів. Назва вперше опублікована 1925 року.
Налічує 3 види:
- Haplolepis gillii Petr. 1959
- Haplolepis polyadelpha Syd. 1925
- Haplolepis zeylanica Petr. 1929